# サイド・バイ・サイド・ローター

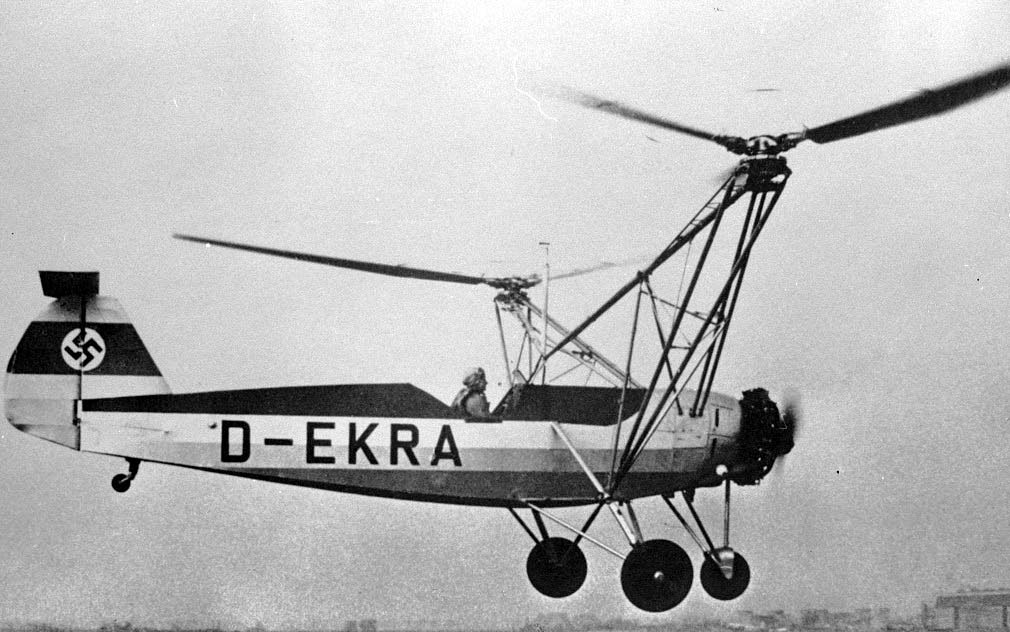
ハンナ・ライチュにより操縦されるFw 61 V2

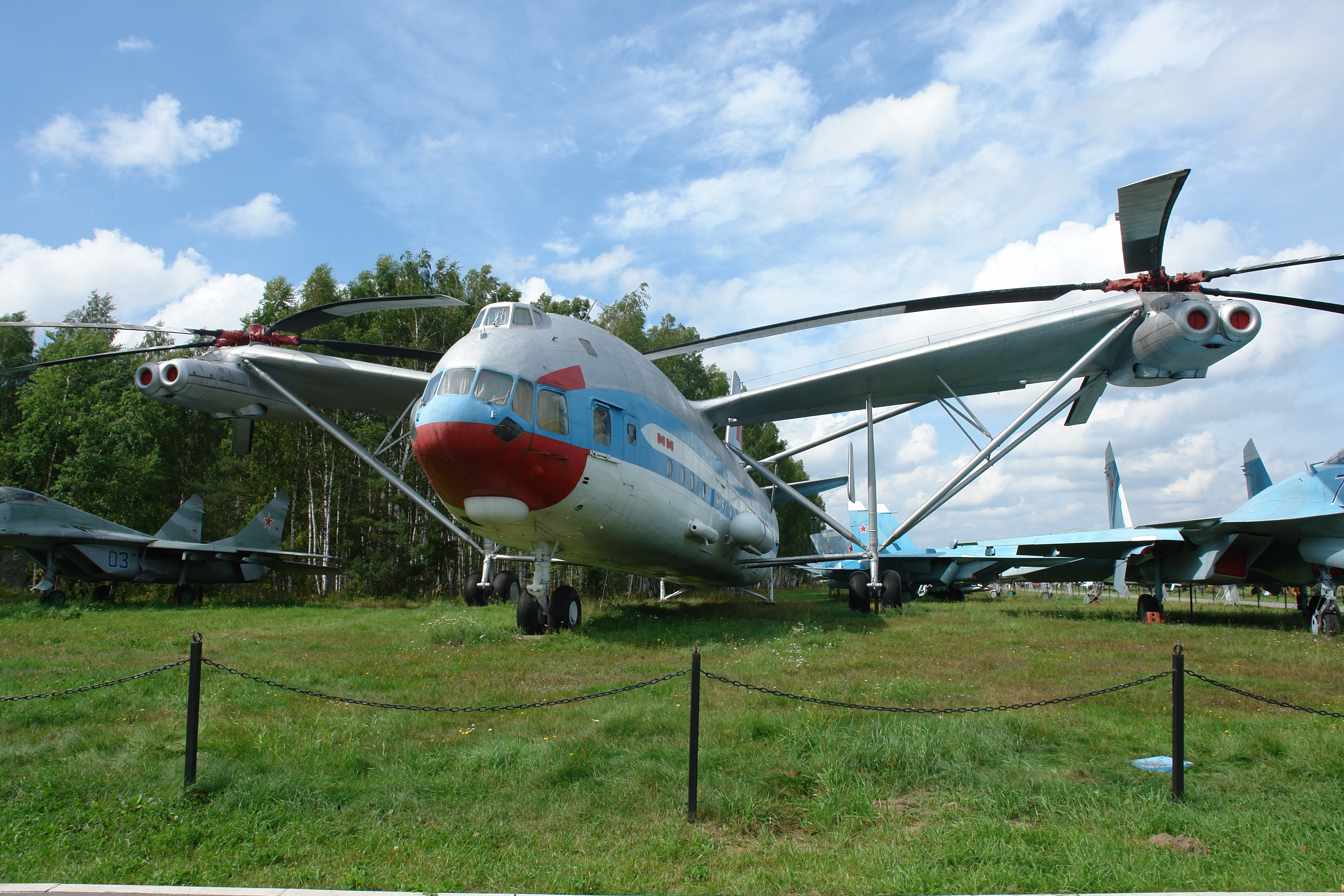
モニノ空軍博物館所蔵の An Mil V-12

アニメーション

サイド・バイ・サイド・ローター式回転翼機（英語: transverse rotor rotorcraft）は、水平に回転する2つの大型ローターを左右に並べて配置したヘリコプターである。
シングル・ローター式ヘリコプターにおいては、単一の大型ローターにより生成されるねじれモーメントを打ち消すため、テール・ローターが必要となる。これに対し、サイド・バイ・サイド・ローター式ヘリコプターは、2つのローターを反対方向に回転させることにより、お互いのトルクを打ち消すことができる。それぞれのローターが同調を取って反対方向に回転しているため、一方のローターが他方のローターの軌跡と重なり合っても、ブレード同士が衝突することがない。
この方式は、ローターが2つあるため、ブレードを短くしても大きな重量を支えることができるという利点を有する。また、シングル・ローター式ヘリコプターのようにエンジン出力を反トルク用に割く必要がなく、すべての出力を推力用に使うことができる。

## サイド・バイ・サイド式回転翼機の例
サイド・バイ・サイド方式のヘリコプター
- フォッケウルフ Fw 61 (1936)
- フォッケ・アハゲリス Fa 223 (1941)
- プラット・ルページ XR-1 (1941)
- ラントグラーフ H-2 (1944)（英語版）
- ブラトゥヒン G-3 (1946)（英語版）
- ブラトゥヒン B-11 (1948)（英語版）
- カモフ Ka-22 (1959)
- ミル Mi-12 (1967)
- ミル V-16 (1960年代後半)

サイド・バイ・サイド方式のティルトローター
- ベル XV-3
- ベル XV-15
- ミル Mi-30
- V-22 オスプレイ
- ベル イーグル・アイ
- ベル/アグスタ BA609
- ベル V-280